# Craspedosis scordylodes
Craspedosis scordylodes là một loài bướm đêm trong họ Geometridae.